# The Five Doctors
The Five Doctors (Los cinco Doctores) es un episodio especial con formato de telefilme de la serie británica de ciencia ficción Doctor Who, producido para celebrar el 20 aniversario del programa. Se estrenó primero en los Estados Unidos, en la PBS de Chicago, WTTW, y en otras estaciones miembros de la PBS el 23 de noviembre de 1983, la fecha exacta del aniversario. En el Reino Unido se emitió dos días más tarde, el 25 de noviembre.
El episodio se emitió tras la conclusión de la 20.ª temporada que celebraba el 20 aniversario. En él regresaron Patrick Troughton y Jon Pertwee para volver a interpretar al Segundo y Tercer Doctor respectivamente, mientras Richard Hurndall interpretó al Primer Doctor, ya que el actor original, William Hartnell, había fallecido en 1975; y se usó metraje inédito de Tom Baker para representar al Cuarto Doctor, ya que Baker se negó a participar.

## Argumento
Una figura misteriosa comienza a usar un Abductor Temporal para traer a las antiguas encarnaciones del Doctor y algunos de sus antiguos acompañantes (Susan Foreman, Sarah Jane Smith y el Brigadier Lethbridge-Stewart) y achienemigos (incluyendo a los Daleks y los Cybermen) hasta la Zona Muerta en Gallifrey. Aunque la figura logra traer al Primer, Segundo y Tercer Doctor, el Cuarto Doctor, junto con Romana, se quedan atascados en el Vórtice del Tiempo. El Quinto Doctor, mientras se relaja en el Ojo de Orion con Tegan Jovanka y Turlough, de repente comienza a sentir dolor cuando sus antiguas encarnaciones son secuestradas de sus líneas temporales, y hace que vuelvan todos a la TARDIS. Los varios Doctores reconocen la Zona Muerta, y dirigen a sus acompañantes a la enorme torre que está en su centro, evitando a los variados monstruos y amenazas que se han visto forzados también a tomar parte en los juegos de la muerte.
En Gallifrey, el Alto Consejo de los Señores del Tiempo, liderado por el lord presidente Borusa y compuesto por la canciller Flavia y Castellan, descubren la reactivación de la Zona de la Muerte, la abducción de las antiguas encarnaciones del Doctor, y la caída de energía del Ojo de la Armonía que han provocado. A regañadientes acuerdan convocar a El Amo para que ayude a los Doctores en la Zona Muerta, ofeciéndole el perdón y un nuevo juego de regeneraciones si coopera. El Amo accede y recibe una copia del Sello del Alto Consejo para probar a los Doctores que trabaja para ellos, así como un dispositivo transmat que le permitirá escapar de la Zona Muerta. Allí, primero se encuentra con el Tercer Doctor, quien le acusa de falsificar el Sello, y después con el Quinto Doctor, y cuando les atacan los Cybermen, el Amo queda inconsciente. El Quinto Doctor descubre el dispositivo transmat y lo usa para regresar a la capital, donde el Consejo le informa de la situación. El Doctor, sospechando juego sucio, descubre que el transmat tenía un dispositivo de localización que podía atraer a los Cybermen, y arrestan a Castellan bajo el cargo de traición. Investigando en su habitación, encuentran los Pergaminos Negros de Rassilon, que al parecer contienen conocimientos prohibidos de los Señores del Tiempo. Borusa quema los pergaminos y ordenan que le hagan a Castellan un interrogatorio mental, pero intenta escapar y le mata un guardia de la ciudadela de un disparo. Borusa considera el caso cerrado, pero el Doctor confiesa a Flavia que tiene dudas. Cuando los dos intentan encontrar a Borusa en la sala del Consejo, descubren que ha desaparecido. El Doctor descubre una habitación secreta donde le encuentra manejando el Abductor Temporal. Borusa desea ser presidente eterno de Gallifrey, y está intentando alcanzar la inmortalidad a través de la tumba de Rassilon, escondida en la torre de la Zona Muerta. Ha traído al Doctor y sus antiguas encarnaciones a la torre para que se encarguen de las trampas y peligros de su interior. Borusa entonces usa la diadema de Rassilon para hacerse con la voluntad del Doctor, y así hacerse temporalmente con su control.
Mientras tanto, en la Zona Muerta, las otras tres encarnaciones del Doctor han entrado en la torre por distintos caminos, pasado las variadas trampas, y se han reunido en la Tumba, encontrándose así también sus respectivos acompañantes. Descifran un mensaje en el antiguo lenguaje de Gallifrey que dice que quien quiera la inmortalidad es libre de tomarla poniéndose el anillo de Rassilon, pero avisa "que perder es ganar y el gane perderá". El Amo aparece e intenta hacerse con el anillo, pero el Brigadier se encarga de él. Los Doctores entonces logran desactivar el campo de fuerza que evitaba que la TARDIS se materializara en la torre, y llega en poco tiempo. Contactan con la Ciudadela, en la que el Quinto Doctor les ordena que esperen. Borusa y el Quinto Doctor llegan por transmat a la tumba, y Borusa deja a los acompañantes del Doctor en un campo de fuerza para que no interfieran. Los otros Doctores intentan luchar contra el poder de la diadema de Borusa, pero les interrumpe la voz de Rassilon. Borusa le dice a Rassilon que está allí por la inmortalidad, y aunque los otros Doctores intentan detenerle, el Primer Doctor les dice que no intervengan. Borusa se pone el anillo, y entonces grita y se convierte en una estatua de piedra viviente parte de la decoración de la Tumba de Rassilon, el destino que describía el acertijo como el Primer Doctor había adivinado. El espíritu de Rassilon devuelve al Amo a su propio tiempo, y libera al Cuarto Doctor del Vórtice del Tiempo; los otros Doctores rechazan rápidamente cualquier otra recompensa de Rassilon. Los Doctores parten, y dejan al Quinto Doctor, Tegan y Turlough solos. Sin embargo, pronto se les unen Flavia y los guardias de la Ciudadela. Flavia insiste que con la desaparición de Borusa, el consejo ha elegido al Doctor como presidente, una oferta que no puede rechazar por las leyes de Gallifrey. Reacio a tomar el poder, el Doctor le ordena a Flavia que regrese a la Ciudadela, donde ella tendrá poder pleno hasta que él regrese en su TARDIS, y se marcha con toda celeridad. El Doctor le dice a sus acompañantes que Flavia se quedará en el poder por un largo periodo de tiempo, ya que no tiene intención de regresar a Gallifrey a corto plazo. Cuando Tegan le pregunta si realmente va a huir de su gente, él dice "¿Y por qué no? Después de todo... así fue como empezó todo...".

### Continuidad
Esta fue la segunda vez en la serie clásica que hubo una secuencia pre-créditos. Castrovalva fue la primera que lo tuvo. Después, Time and the Rani (1987) y Remembrance of the Daleks (1988) también incluyeron secuencias pre-créditos. Este tipo de secuencia se convertiría en estándar desde la temporada de 2005 a partir de El fin del mundo.
Cuando el Tercer Doctor le pregunta al Amo si se ha regenerado otra vez, el Amo le contesta: "No exactamente", refiriéndose a su robo del cuerpo de Tremas, como se ve en la historia del Cuarto Doctor The Keeper of Traken (1981). El Primer Doctor no reconoce al Amo, y tiene que recordarle cuando estuvieron juntos en la Academia. El Tercer Doctor sí le reconoce, sin embargo, aunque no le resulta tan fácil como habitualmente. El Segundo Doctor también parece reconocer al Amo sin dudar, así como el Brigadier. Tres encarnaciones de Borusa habían aparecido anteriormente en The Deadly Assassin, The Invasion of Time y Arc of Infinity.
Una de las defensas de la Torre de Rassilon es una sala con el suelo de baldosas rojas y blancas electrificadas, similar al que aparece en la ciudad de Exxilon en Death to the Daleks, siendo la única diferencia las formas de los trozos de colores. En ese serial, el Tercer Doctor usó una moneda como prueba con Belal como testigo, al igual que en esta historia el Primer Doctor usó varias monedas para probar el suelo con Tegan Jovanka como testigo. Aún más, igual que la electricidad atacó a los Daleks allí, aquí los Cybemen fueron electrocutados hasta la muerte.
Dinah Sheridan hace una aparición especial como Flavia. En la nueva serie, una partitura musical compuesta por Murray Gold, con sonidos vocales etéreos tiene el título informal de "Tema de Flavia", que dijeron en el estudio que era la voz de Flavia cantando desde el Vórtice del Tiempo.
Time Lord Capital.

## Producción
| Episodio          | Fecha de emisión        | Duración | Espectadores en millones | Estado en el archivo  |
| ----------------- | ----------------------- | -------- | ------------------------ | --------------------- |
| The Five Doctors  | 25 de noviembre de 1983 | 90:23    | 7,7                      | Cinta original en PAL |
| [ 2 ] [ 3 ] [ 4 ] |                         |          |                          |                       |

El título provisional de la historia fue The Six Doctors (Los seis Doctores). Esa versión de la historia estaba siendo escrita por el antiguo editor de guiones Robert Holmes, y había incluido a los Cybermen secuestrando a las cinco encarnaciones del Doctor intentando extraer el ADN de los Señores del Tiempo para convertirse en "Cyberseñores", y la sorpresa era que el Primer Doctor y Susan en realidad serían impostores androides, siendo ese Primer Doctor el "Sexto Doctor" del título, y entonces el Segundo Doctor hubiera salvado la situación. Sin embargo, Holmes abandonó el proyecto cuando aún no estaba madurado, y otro antiguo editor de guiones, Terrance Dicks, le sustituyó. Algunos elementos de esta historia se reutilizarían en la futura historia de Holmes The Two Doctors.
Oficialmente, el programa es una coproducción con la Australian Broadcasting Corporation, aunque el equipo de producción no lo supo durante la misma y el acuerdo en efecto se limitaba a poco más que un pacto de compra antes de la producción. La primera elección de Nathan-Turner como director fue Waris Hussein, que había dirigido el primer serial de Doctor Who, An Unearthly Child, en 1963. Sin embargo, Hussein estaba en esa época en América y no pudo aceptar la oferta. Nathan-Turner también se lo pidió a otro director veterano, Douglas Camfield, pero también lo rechazó. Camfield estaba muy enfermo del corazón, y esto pudo haber influido en su decisión de no dirigir el programa. Moriría de un infarto a principios de 1984.
En el guion original también aparecían los Autones, que no aparecían desde Terror of the Autons. Después de dejarlos en la Zona de la Muerte, Sarah habría sido atacada por un grupo de ellos antes de que le rescatara el Tercer Doctor. Sin embargo, por problemas de presupuesto, se quitó la escena y se reemplazó por la definitiva, en la que antes de encontrar al Tercer Doctor, Sarah se cae por un traspiés que los fanes consideraron que quedó bastante falso. En la novelización, Sarah en realidad se cae por un precipicio, y esa era la intención del guion, pero por razones de presupuesto hubo que hacer la secuencia como se hizo.
Los exteriores se rodaron en Cwm Bychan, Llanbedr. El vestuario del Yeti es el mismo que se usó por última vez en The Web of Fear en 1968. Se había estropeado mucho mientras estaba almacenado, y requirió utilizar ángulos de cámara estudiados y luz baja durante el rodaje.
La historia se preparó en dos versiones: la de 90 minutos y otra en forma de serial en cuatro episodios, esta última para la distribución internacional o repeticiones en el horario habitual de la serie. Los cortes entre episodios eran, respectivamente: Sarah cayéndose por la pendiente, los Cybermen colocando la bomba fuera de la TARDIS mientras Susan y Turlough observan, y el Amo apareciendo detrás del Primer Doctor y Tegan en la Torre Oscura. Este es el único episodio de la serie clásica en el que se conserva todo el metraje de estudio y de exteriores, incluidas las escenas alternativas y no utilizadas, las tomas falsas y todo lo demás, en calidad de emisión. Esto permitió la creación de la versión de 1995. The Five Doctors se grabó en estéreo de cuatro canales, pero se emitió en mono. Las publicaciones posteriores en DVD se hicieron con sonido Dolby Digital 5.1.
En las varias fotos publicitarias de la historia, se usó un modelo de cera de Tom Baker de una exhibición de Doctor Who de 1980 en Madame Tussaud. Según el productor, John Nathan-Turner, Baker había accedido a asistir al photocall del 20 aniversario, pero sospechando que no se presentaría, Nathan-Turner ordenó que se colocara la estatua de cera con antelación.
En los títulos de cierre se usó una versión especial de la sintonía, que comenzaba con los arreglos originales de los sesenta de Delia Derbyshire y después se fundía con la versión de Peter Howell que se usaba en esa época. La versión de Derbyshire se introdujo a una mayor velocidad para que encajara el tempo de la última. Esta versión sólo se usó en esta ocasión, y fue la última vez que se escuchó la sintonía de Derbyshire en la serie clásica. La sintonía de apertura también fue única para este episodio, al acabar en una breve coda que nunca se volvió a usar en otro serial.